# P-P-kæde
 Der er for få eller ingen kildehenvisninger i denne artikel, hvilket er et problem. Du kan hjælpe ved at angive troværdige kilder til de påstande, som fremføres i artiklen.

En P-P kæderne (proton-proton kæderne) betegnelsen for er en række Hydrogen og Helium kernereaktioner som sker i alle stjerner, herunder selvfølgelig også solen.
Der eksisterer 3 forskellige former for brintfusion i stjerner.
Model for betegnelser ved atomer: AZx hvor A er atomvægt, Z er antal protoner og x er det kemiske symbol.

## PP I kæden
PP I kæden består af tre reaktioner. 
I 99,75% af tilfældene er første trin en egentlig PP reaktion, som forløber således:

| 1H + 1H → 21H + e+ + νe | energiudvikling: 2,0 MeV + 0,5 MeV, heraf νe 0,27 MeV |

i 0,25% af tilfældene er trin 1 i stedet den såkaldte PeP (Proton-elektron-Proton)-reaktion i stedet for PPI kæden:

| ¹1H + e- + ¹1H → ²1H + νe | energiudvikling: 2,0 MeV, heraf νe 1,44 MeV |

trin 2:

| 21H + 1H → 32He + γ | energiudvikling: 2,75 MeV x 2 (to reaktioner) |

trin 3: der er 3 forskellige varianter, som optræder med forskellig hyppighed

| i 86% af tilfældene:      | 32He + 32He → 42He + 21H                             | energiudvikling: 12.9 MeV |
| i 14% af tilfældene:      | 32He + 42He → 74Be + γ                               | energiudvikling:          |
| i 0,00002% af tilfældene: | 32He + 1H → 42He + e+ + νe (den såkaldte Hep proces) | energiudvikling:          |

Summen af fusioner og energifrigørelser i PPI:

| 41H → 42He + 2e+ + 2γ + 2νe | energiudvikling - ved PP-reaktionerne 26,7 MeV. Ved PeP-reaktionen: 26,2 MeV |

hvor H and He er isotoper af Brint og Helium, e+ er en positron (en positivt ladet elektron), γ er en gamma foton og νe er en neutrino.

Hver PPI-kædereaktion frigør altså millioner af elektronvolt (MeV), men trods navnet er en MeV en meget lille energimængde. Til gengæld er antallet af reaktioner pr. sekund kolossalt stort.

## PP II kæden
| 42He + 32He → 74Be + γ | energiudvikling: |
| 74Be + e- → 73Li + νe  | energiudvikling: |
| 73Li + 1H → 242He      | energiudvikling: |

## PP III kæden
PP III kæden findes i 2 varianter.
Variant 1 (99,89% af tilfældene):

| 74Be + e- → 74Li + νe | energiudvikling: νe 0,81 MeV |
| 74Li + ¹1H → 84Be     | energiudvikling:             |
| 84Be → 242He          | energiudvikling:             |

Variant 2 (som til tider betegnes kæde 4, er meget sjælden og forekommer i kun 0,11% af tilfældene):

| 74Be + ¹1H → 85B + γ | energiudvikling:             |
| 85B → 84Be + e+ + νe | energiudvikling: νe 6,80 MeV |
| 84Be → 242He         | energiudvikling:             |